# We'll Be a Dream
«We'll Be a Dream» es una canción de pop-punk por los estadounidenses We the Kings junto a Demi Lovato de su segundo álbum de estudio Smile, Kid. Que servirá como el segundo sencillo del álbum. Fue lanzado digitalmente el 2 de marzo de 2010. El video musical de esta canción se estrenó en MTV el 22 de abril de 2010.

## Vídeo Musical
El video musical fue dirigido por Raúl B. Fernández. En ella, los adolescentes se preparan diversos, y dirigirse a lo que parece ser un campamento. En el campo, nosotros, los Reyes están jugando. En el versículo Lovato, ella camina a través de los adolescentes, ya que las almohadillas de tiro el uno al otro. Más tarde, los adolescentes tirar cosas, como un cubo de chocolate, secuencia tonta, globos de agua y papel higiénico el uno al otro. Al final, los adolescentes están cubiertas de este material, y Demi y Travis Clark, el cantante, se miran entre sí.

## Posicionamiento
"We'll Be a Dream" debutó en el número # 95 en los Billboard Hot 100 por lo que es la segunda entrada de la banda en esta tabla. Desde entonces se ha movido hasta el número #76.
| Listas (2010)          | Posición |
| ---------------------- | -------- |
| U.S. Billboard Hot 100 | 76       |
| U.S. Mainstream Top 40 | 22       |

## Lanzamiento
| Región         | Fecha              | Formato          |
| -------------- | ------------------ | ---------------- |
| Estados Unidos | 2 de marzo de 2010 | Digital download |